# Molntärnarna (Lerbäcks socken, Närke, 653933-146275)
Molntärnarna är en sjö i Askersunds kommun i Närke och ingår i Motala ströms huvudavrinningsområde. Sjöns area är 0,002 kvadratkilometer och den befinner sig 145 meter över havet.